# Dermea bicolor
Dermea bicolor är en svampart som först beskrevs av Job Bicknell Ellis, och fick sitt nu gällande namn av J.W. Groves 1943. Dermea bicolor ingår i släktet Dermea och familjen Dermateaceae.   Inga underarter finns listade i Catalogue of Life.